# Is-Suq tal-Belt
Hala Targowa w Valletcie (ang. Valletta Market, malt. Is-Suq tal-Belt, pol. Targ miejski), znana też pod nazwą Covered Market (zadaszony targ) – XIX-wieczna hala targowa w Valletcie na Malcie. Jest to pierwszy budynek na Malcie zbudowany głównie z żelaza. Zaczął podupadać w latach 80. XX wieku, w 2016 zaczęto w nim prace renowacyjne, od 2018 roku funkcjonuje w  odnowionej wersji.

## Historia
Mapa z XVI wieku pokazuje, że na miejscu teraz zajmowanym przez halę targową był plac zwany Piazza del malcantone. Był on częścią „drogi skazańców”, torturowanych i upokarzanych podczas marszu do Floriany, gdzie byli wieszani. Pierwszy plac targowy został założony w tym miejscu podczas rządów Joannitów. Na początku rządów brytyjskich okazało się, że ma on kilka wad i rozebrano go.
Planowanie odbudowy zadaszonego rynku w Valletcie rozpoczęto w roku 1845, i w latach 1859-1861 Valletta Market został zbudowany na miejscu starego więzienia. Konstrukcja została zaprojektowana przez Hectora Zimelliego, inspektora prac publicznych, postawiona zaś pod kierownictwem Emanuela Galizii. Całość kosztowała 3 934 funtów, a targ pierwotnie mieścił 153 stoiska i 65 piwnic.
7 kwietnia 1942 roku, podczas II wojny światowej, budynek został zbombardowany, zniszczeniu uległa jego trzecia część. Dość szybko to odbudowano, lecz ponieważ nie trzymano się oryginalnych planów, zakłócona została symetria dachu. Po roku 1966, aby móc kontynuować działalność, musiano poprawić nie sięgające standardu warunki higieniczne. W roku 1970 dobudowano dwa nowe piętra, oraz zainstalowano parę ruchomych schodów. Rynek prosperował przez kilka następnych lat, zanim w połowie lat 70. XX wieku zaczął powoli podupadać.
W roku 1982 targ artykułami spożywczymi został przeniesiony do Floriany, a rok później Valletta Market został przekształcony w arkady handlowe nazwane Ixtri Malti (Kupuj maltańskie). Zmiana ta okazała się wysoce nieopłacalna, i w roku 1989 rynek spożywczy powrócił do Valletty. Pomimo tego, handel w tym miejscu w dalszym ciągu chylił się ku upadkowi.
28 marca 2012 roku Malta Environment and Planning Authority uznała budynek za pomnik narodowy pierwszego stopnia. 
Plany odnowienia Valletta Market zaczęły się krystalizować po nominowaniu Valletty na Europejską Stolicę Kultury 2018. Rząd uznał odnowienie budynku jako część planu zagospodarowania miasta. Budynek został oddany w leasing sieci supermarketów Arkadia Co. Ltd na 65 lat. Odrestaurowanie budynku kosztować ma około 7 milionów euro, jego zakończenie przewidziane jest na maj 2017 roku. Planowane jest rozebranie dobudówek z lat 80., z zachowaniem oryginalnych elementów budynku. W odnowionej hali przewidywane jest wynajmowanie straganów na sklepy lub punkty gastronomiczne, kiedy inna część budynku ma być wykorzystywana na imprezy kulturalne.
Odnowa Valletta Market rozpoczęła się w maju 2016 roku, od 2018 roku funkcjonuje w odnowionej wersji.

## Architektura budynku

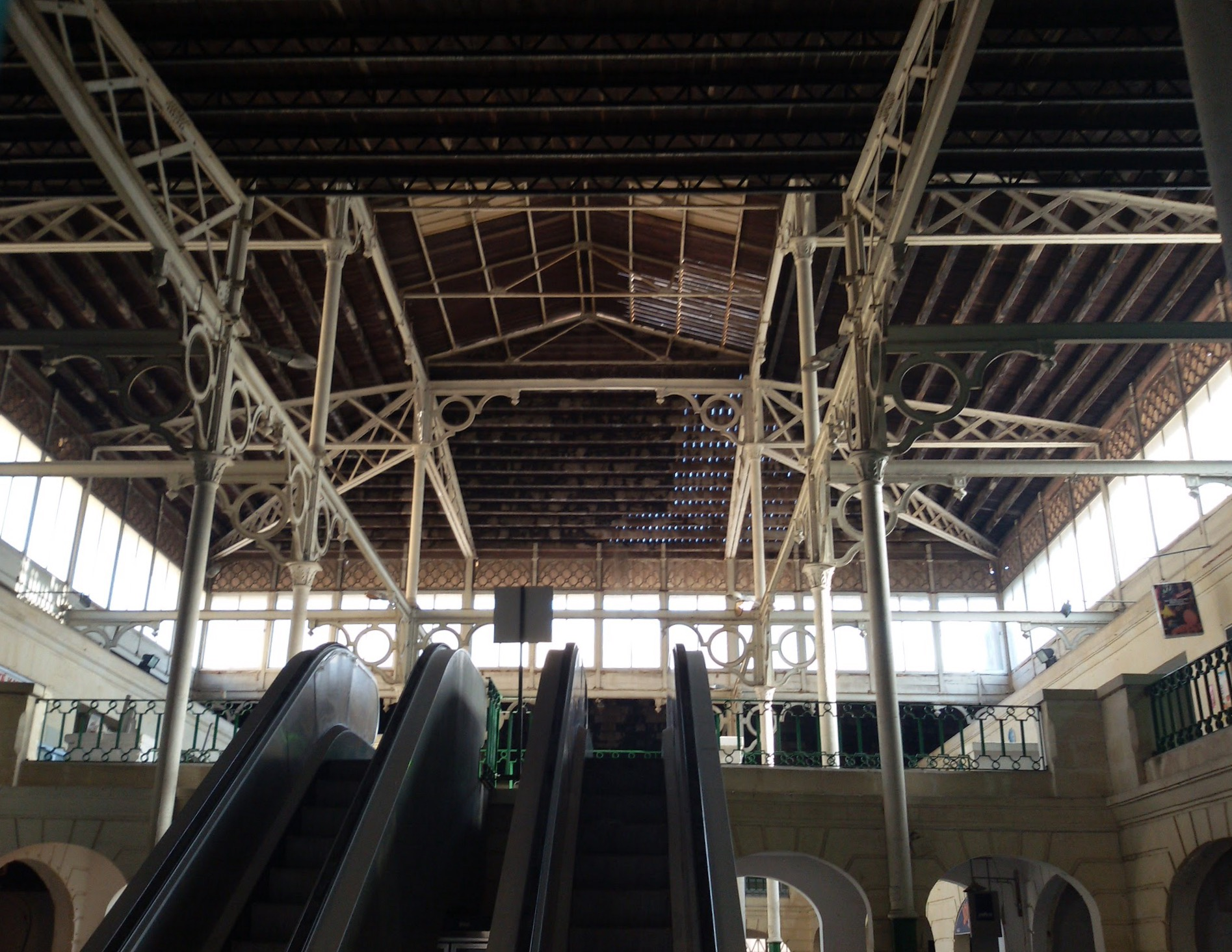
Valletta Market – wnętrze

Budynek hali Valletta Market ma kształt prostokąta; ściany i łuki, tworzące jego trzy poziomy zbudowane są, jak wiele innych budynków na Malcie, z wapiennych bloczków. Jednak dach wykonany jest z żeliwa oraz kutego żelaza, oprawionego w drewno, i jest podtrzymywany przez żeliwne kolumny oraz kratownice. To właśnie użycie żelaza zrobiło tę konstrukcję niezwykłą, był to pierwszy budynek na Malcie wykonany w większości z prefabrykowanego żelaza. Żelazo było wykorzystywane we wcześniejszych strukturach na wyspie, jak choćby Naval Bakery czy Zakład Karny Corradino, lecz na mniejszą skalę niż przy budowie hali targowej.
Projekt Valletta Market inspirowany był przez halę Covent Garden w Londynie oraz Halles Centrales w Paryżu, zaś on sam wpłynął na podobne projekty w różnych miejscach Imperium brytyjskiego, np. w Kalkucie.